# RobiHachi
『RobiHachi』（ロビハチ）は、スタジオコメット制作による日本のオリジナルテレビアニメ作品。2019年4月から6月までAT-Xほかにて放送された。
十返舎一九の滑稽本『東海道中膝栗毛』を下敷きにしたSFアニメ作品であり、原典の要素を取り入れた登場人物や地名などが登場する。

## あらすじ
G.C 0051。人類が宇宙人と惑星連邦を結成して半世紀、今では気軽に宇宙旅行を楽しむ時代。NEOTOKYOでは惑星「イセカンダル」の広告がさかんに流れていた。
ルポライターのロビー・ヤージは、事故にあったり投資話に騙されたりと不運が続き、借金取りから逃げ回る日々。ある日かばんをひったくられるが、その場に居合わせたハッチ・キタという若者に助けられ、ことなきを得る。だが翌日、ハッチは借金取りのバイトとして、ロビーの家に訪問。ロビー宅内での騒動の最中、さらに金融会社社長のヤンがアロとグラを従えて自ら取り立てとしてロビー宅前に迫る。ロビーは数年前から定住していた自宅兼宇宙船「ナガヤボイジャー」を起動させ、ハッチを乗せたまま宇宙へ逃走。御利益があるとされる「イセカンダル」を目指す珍道中がはじまった。

## 登場人物
ロビー・ヤージ
声 - 中井和哉
アラサー（第9話で31歳と判明）のルポライター。仕事にも私生活にも恵まれず、借金取りから逃げ出すついでに御利益にあやかろうと宇宙へ飛びだす。
元は資産家出身だが、家にあった宇宙船ナガヤボイジャーで家出。そのままNEOTOKYOに定住していた。一攫千金と無類の女好き。
地球帰還後はヒザクリガーのキャラクター商品がヒットし、版権で大儲けするがすぐにブームが去り以前の生活に戻っている。
名前の由来は『東海道中膝栗毛』の主人公「弥次郎兵衛」。
ハッチ・キタ
声 - 河本啓佑
18歳。学業を飛び級で卒業と頭は冴えるが、予測出来すぎるため退屈しのぎに借金取りのバイトをしており、それにより半ば強引にロビーの旅に同行することに。ロビーの行動にあきれながらも未知の経験に心惹かれている。
正体は月の王国「ルナランド」の王子。祖父は月で宇宙人とファーストコンタクトしたロック・キタ。式典出席のため地球に来たとき、大使館から脱走。ヤンに拾われ、バイト初日にロビーと出会った。
名前の由来は『東海道中膝栗毛』の主人公「喜多八」。
JPS-19（イック）
声 - 阪口大助
ロビーの元で働くウサギ型サポートロボット。宇宙船でのナビ、メカニック全般も務める。見た目こそかわいいが口調は荒っぽく毒舌家。二人の行動にツッコミを入れることもしばしば。
最終話エンドロールで執筆していた手記「RobiHachi〜地球を救った男たち〜」によれば、最初の主人はロック・キタ。その後ロックの幼馴染のユマ・ヤージに譲られた。ユマの死後は電源を落とされ、ナガヤボイジャーの中で眠りについていたが、家出したロビーに電源を入れられて目覚めた。
名前の由来は『東海道中膝栗毛』の作者「十返舎一九」。
ヤン
声 - 杉田智和
金融会社ヤンズファイナンス社長。ロビーから借金を取り立てるためしつこく追いかける。資金調達のために借金に来たロビーと出会って以降、ただならぬ想いを抱いている。好物はロビーからもらったいちごみるく味のキャンデー。
アロ
声 - 木村昴
ヤンの手下でカールしたリーゼントヘアの男。世捨て人だったところをヤンに拾われ、慕っている。
グラ
声 - 徳留慎乃佑
ヤンの手下でピンク色のアフロヘアの小柄な男。路上で音楽を聞いていたところで、アロがヤンを真似て拾おうとして蹴りを入れる。

## 用語
G.C（ギャラクシーセンチュリー）
西暦1969年11月18日、アポロ11号に先んじて日本人民間宇宙飛行士が月に到達。さらに宇宙人とファーストコンタクトを果たした。この年から年号がG.C（ギャラクシーセンチュリー）に改められた。
イセカンダル
アンドロメダ銀河にある行けばご利益があるという惑星。名物はアカフクリスタル。頻繁に広告映像が流されている。
広告会社「株式会社ドンツー」が観光惑星として開発・経営している。大神殿に巨大アカフクリスタルがまつられているが、ポリマー樹脂で作ったハリボテ。野生化しているカンガルーの「イセカンガルー」も他の星から持ち込まれたもの。
ナガヤボイジャー
ロビーの住居兼宇宙船。ロビーの父親のルーシ・ヤージが、地球にアニメの聖地巡礼に来ていたヨッカマルシェのアルメーニから、ユマ監督のアニメ資料と交換にもらったもの。この時多額の現金も受け取り、ヤージ家は資産家になった。長らく物置として使われていたが、ロビーが家出するとき持ち出し、NEOTOKYOの建設中のビルに着陸。その後ペントハウスのようになっていた。
ヒザクリガー
ナガヤボイジャーに格納されていた2機の飛行マシン（ヒザファイター、クリボンバー）が変形合体することで完成する巨大変形人型ロボット。本作の半世紀前セルアニメとして制作された「銀河道中ヒザクリガー」と見た目はそっくり。変形と合体を再現する機構に費やしたため、合体後も飛行できたり軽快にこそ動くが中はスカスカで、素の格闘では攻撃力はほとんどない。一応装甲の堅さはあり宇宙空間での気密維持はできるが、深海では圧力に負けて浸水してしまう。唯一の武器はヒザクリジャベリン。制作したヨッカマルシェのアルメーニ曰く「形だけを真似た実物大のフィギュア」。
銀河道中ヒザクリガー
西暦1969年に放送された日本のモノクロセルアニメ。合体ロボットヒザクリガーが宇宙を旅するという物語で、監督はロビーの祖父のユマ・ヤージ（八鯵勇馬）。しかし放送開始直後、地球人が宇宙人とファーストコンタクトしたことで内容が陳腐化。予定放送52話の半分ほどで打ち切り決定となり、さらにスケジュールが遅れたため実質的に放送されたのは全13話になった(遅れるたびに放送済みの話数で再放送して埋め合わせ。最終的に総集編も混じるようになった)。考えうる限りの全てのトラブルがおきてしまったアニメと言われ、ユマとメイン作画監督が直接手掛けた12話は放送後に欠番となっておりマスターフィルムも行方不明になっている。ロビーは幼いころ祖父に12話を見せてもらったことがあり、マスターフィルムはユマが所有していることが判明したが、フィルムはユマが亡くなったとき、一緒にお棺に入れてしまったため失われた。
火星
元は平均気温マイナス65度の砂漠が広がる星だったが、テラフォーミングされてからは、観光星となっている。名物はたこ焼き。火星人は人間とよく似た姿をしているが、観光客獲得のため、タコ型宇宙人の着ぐるみを着ている。
冥王星
雪と氷に閉ざされた惑星。準惑星から惑星に格上げされて月曜日を冥王曜日にすることを目指している。広告会社「株式会社ドンツー」に言いくるめられ、地球で必要なくなったイメージキャラクターなどを押し付けられていた。
オダワーラ
ギャラクシー街道9番目の惑星。水に覆われ、かまぼこ型の人工的な陸地が作られている。オダワーラ星人は半魚人のような姿で元は水の中に住んでいた。幻の魚「オダワーラノツカイ」をかまぼこにして神様に供えると、オダワーラ政府から懸賞金がもらえる。
ハッコーネ
ギャラクシー街道への第一関所で、温泉の名地で有名。通過して外宇宙に出るためにはパスポートの他、出身地で発行された通行手形が必要。「ハッコーネのドン」が出す通行手形は普通の手形より価値があるとされるが、ドンに会うのは恐ろしいと言われている。ただしイセカンダル詣では手形は免除されている。
ハママⅡ（ハママツー）
ギャラクシー街道29番目の惑星。巨大ウナギを使った大ウナギ祭りが名物。ハママⅡ星人は全員男で、成長すると屈強な肉体を持つ。
アッカサッカ
ギャラクシー街道36番目の惑星。「夢と冒険、そして愛と希望と清く正しく面白く」な星で、テーマパークが作られている。ネガティブな発言や愚痴は一切禁止で、うっかり口にするとアッカサッカ星人の歌と踊りに囲まれ、楽しいというまで解放されない。
マルベリー7 / マルベリー8
マルベリー7はギャラクシー街道42番目の惑星。マルベリー8はマルベリー7の隣にある惑星で、メカやロボットが人間を支配しており、人間は集落を築いて名物のハマグリを採取し輸出用に献上している。ロボット達を取りまとめるメカ伯爵とカメカメカ大王はそれぞれの軍団で、粉微塵にならないよう武器を近接物理のみに制限した戦い「メカ道」でロボット同士の戦いを繰り返している。
ヨッカマルシェ
工業惑星として有名で、名物は無い。ナガヤボイジャー、ヒザクリガー、イックもこの星で製造された。全ての仕事が自動化され、高度な医療で長命となったヨッカマルシェ星人は、暇を持て余し、地球から流れてきた放送電波を介して知った古いアニメに熱中している。その影響か、アニメ関連の施設が所かしこに点在しており、グッズが販売されていたり、アーカイブやコレクションの収集に躍起になっている。そのため地球では全然話題にならなかったヒザクリガーも、考察や現場裏を知るほどに熱狂的なファンがいる。

## スタッフ
- 原作 - 馬谷たいが[1]
- 監督・音響監督 - 高松信司[1]
- シリーズ構成 - 金杉弘子[1]
- キャラクターデザイン - 八尋裕子[1]
- コンセプトデザイン - 三沢伸[1]
- サブキャラクターデザイン - むらせまいこ、宮川知子[4]
- メカニックデザイン - いしはらいくろう[4]
- 美術監督 - 春日礼児[4]
- 色彩設計 - 勝田綾太、山本真希[4]
- 撮影監督 - 楊暁牧[4]
- CG監督 - 石井雄一[4]
- 編集 - 藤本理子[4]
- 音楽 - 山田知広
- 音楽プロデューサー - 堀切伸二
- 音楽制作 - ポニーキャニオン[4]
- プロデューサー - 川原陽子、椛嶋麻菜美、渡瀬昌太、工藤雅世、吉田健人、伊東紀子
- アニメーションプロデューサー - 安藤春香
- アニメーション制作 - スタジオコメット[1]
- 製作 - 株式会社ドンツー[4]

## 主題歌
「天才のプレイリスト」
Hatchi（河本啓佑） feat. Robby（中井和哉）によるオープニングテーマ。作詞・作曲・編曲は中山真斗。
「Dancing to Night 〜君への最短ワープ航路〜」
Allo（木村昴）&Gras（徳留慎乃佑） feat.Yang（杉田智和）によるエンディングテーマ。作詞・作曲・編曲はyamazo。
「銀河道中ヒザクリガー！」
串田アキラによる挿入歌。作詞は高松信司、作曲・編曲は奥井康介。

## 各話リスト
| 話数 | サブタイトル                   | 脚本     | 絵コンテ     | 演出         | 作画監督                                       | 総作画監督        |
| ---- | ------------------------------ | -------- | ------------ | ------------ | ---------------------------------------------- | ----------------- |
| #01  | 旅は道連れ Journey to the Star | 金杉弘子 | 高松信司     | 高松信司     | 高橋はつみ 飯田清貴 高橋敦子                   | 八尋裕子          |
| #02  | タコから出た真実               | 金杉弘子 | 高松信司     | 徐恵眞       | 加藤壮                                         | 長澤翔子          |
| #03  | 冥王星の惑星恨み               | 千葉克彦 | 佐藤まさふみ | 佐藤まさふみ | 白川茉莉 Kim Soo ho                            | 宮川知子          |
| #04  | 竿の先に半魚人                 | 金杉弘子 | 川崎逸朗     | 小田原マキ   | 三橋桜子 飯田清貴                              | 長澤翔子          |
| #05  | 地獄の沙汰もドン次第           | 金杉弘子 | 葛谷直行     | 殿水敦子     | 山中いづみ 小笠原憂                            | 宮川知子          |
| #06  | 寝耳にウナギ                   | 千葉克彦 | 島崎奈々子   | 島崎奈々子   | 加藤壮                                         | 長澤翔子          |
| #07  | 一寸先は夢の国                 | 金杉弘子 | 森脇真琴     | 山田弘和     | 竹上貴雄 大髙雄太 鐘文山 伊藤一樹 関口雅浩     | 宮川知子          |
| #08  | メカるが勝ち                   | 千葉克彦 | 稲垣隆行     | 稲垣隆行     | 野本正幸 高橋はつみ 本田辰雄 白川茉莉          | 宮川知子          |
| #09  | 亭主の好きなヒザクリガー       | 千葉克彦 | 三沢伸       | 三沢伸       | 飯田清貴 徳永さやか                            | 長澤翔子          |
| #10  | 相棒喧嘩は犬も喰わない         | 金杉弘子 | 佐藤まさふみ | 佐藤まさふみ | 鈴木光                                         | 八尋裕子          |
| #11  | 聞いて極楽、イセカンダル       | 千葉克彦 | 島崎奈々子   | 島崎奈々子   | 加藤壮                                         | 宮川知子          |
| #12  | 月の夢、地球の夢               | 金杉弘子 | 高松信司     | 高松信司     | 高橋はつみ 野本正幸 高橋敦子 三橋桜子 白川茉莉 | 八尋裕子 長澤翔子 |

## 放送局
| 放送期間                | 放送時間                     | 放送局   | 対象地域   | 備考                                 |
| ----------------------- | ---------------------------- | -------- | ---------- | ------------------------------------ |
| 2019年4月8日 - 6月24日  | 月曜 23:30 - 火曜 0:00       | AT-X     | 日本全域   | 製作参加 / CS放送 / リピート放送あり |
| 2019年4月9日 - 6月25日  | 火曜 0:00 - 0:30（月曜深夜） | BS11     | 日本全域   | BS放送 / 『ANIME+』枠                |
|                         | 火曜 0:30 - 1:00（月曜深夜） | TOKYO MX | 東京都     |                                      |
| 2019年4月14日 - 6月30日 | 日曜 2:08 - 2:38（土曜深夜） | 毎日放送 | 近畿広域圏 | 『アニメシャワー』第1部              |

| 配信期間      | 更新時間               | 配信サイト |
| ------------- | ---------------------- | --- |
| 2019年4月8日  | 月曜 23:30 - 火曜 0:00 | AbemaTV |
| 2019年4月11日 | 木曜 23:30 更新        | dアニメストア |
| 2019年4月13日 | 土曜 12:00 更新        | Amazonプライム・ビデオ U-NEXT アニメ放題 バンダイチャンネル FOD ひかりTV J:COMオンデマンド ビデオパス みるプラス あにてれ MBS動画イズム ビデオマーケット DMM動画 Rakuten TV TSUTAYA TV GYAO! niconico Tver |

## BD / DVD
| 巻 | 発売日         | 収録話          | 規格品番   | 規格品番   |
| 巻 | 発売日         | 収録話          | BD         | DVD        |
| -- | -------------- | --------------- | ---------- | ---------- |
| 1  | 2019年6月19日  | 第1話 - 第2話   | PCXG-50671 | PCBG-53271 |
| 2  | 2019年7月17日  | 第3話 - 第4話   | PCXG-50672 | PCBG-53272 |
| 3  | 2019年8月21日  | 第5話 - 第6話   | PCXG-50673 | PCBG-53273 |
| 4  | 2019年9月18日  | 第7話 - 第8話   | PCXG-50674 | PCBG-53274 |
| 5  | 2019年10月16日 | 第9話 - 第10話  | PCXG-50675 | PCBG-53275 |
| 6  | 2019年11月20日 | 第11話 - 第12話 | PCXG-50676 | PCBG-53276 |

## ラジオ
ハッチ・キタ役の河本啓佑、アロ役の木村昴、グラ役の徳留慎乃佑によるラジオ番組『RobiHachiRadi』が、ラジオ大阪にて2019年4月6日より毎週土曜23時30分から放送中。放送後は、ラジオクラウドでアーカイブ配信も実施される。